# Лопухин, Иван Владимирович
Ива́н Влади́мирович Лопухи́н (24 февраля [6 марта] 1756, село Воскресенское (Ретяжи), Белгородская губерния — 22 июня [4 июля] 1816, там же) — русский философ, публицист, мемуарист, издатель, один из виднейших представителей русского масонства. Действительный тайный советник (1807), сенатор.

## Биография
Происходил из старинного дворянского рода Лопухиных. Сын генерал-поручика Владимира Ивановича Лопухина (1703—1797) и Евдокии Ильиничны Исаевой (1717—1774), дочери вице-президента Коммерц-коллегии Ильи Ивановича Исаева.
В 1756 году, с младенчества, был записан в гвардию унтер-офицером.

На 17-м году моего возраста кончилось моё воспитание и учение языков, которых ни одного, как и своего природного, не знаю и по сие время грамматических правил… Одним словом, если я что знаю, то подлинно самоучкою
В 1775 году — прапорщик Преображенского полка. В 1782 году произведён в полковники и перешёл на статскую службу — советником, а затем председателем Московской губернской уголовной палаты. В это время, быстро преодолев увлечение вольнодумством, после прочтения книг Луи Клод де Сен-Мартена «О Заблуждениях и об Истине» и Арндта «Об истинном христианстве», он вступил в орден мартинистов.
В 1785 года в чине статского советника вышел в отставку. В судейскую практику внес новый взгляд на исправительное значение наказаний и боролся за их умеренное применение, являясь противником смертной казни. Выступал за смягчение закона о религиозных преследованиях. Снисходительность приговоров уголовной палаты и принадлежность её председателя к мартинистам вызывала возмущение московского главнокомандующего Я. А. Брюса, с которым у него появились разногласия.
В 1792 году начались преследования масонов со стороны правительства. Были закрыты типография и магазины, лидеры были частью арестованы и заключены в крепость, частью сосланы в деревни. Лопухину, памятуя о заслугах его больного девяностолетнего отца, в качестве наказания определили ссылку в родовом имении Савинское, конфисковав значительную часть имущества, и все-таки затем оставили в Москве под строгим гласным и негласным наблюдением.
С воцарением императора Павла I, покровительствовавшего масонам, положение радикально изменилось. И. В. Лопухина вызывают в Петербург, назначают статс-секретарем при Императоре, производят в тайные советники. Но и в отношениях с императором Лопухин проявлял свою независимость и твердость в суждениях, осмеливался даже возражать. Придворная служба тяготила его, и вскоре он был назначен сенатором в Москву.
Здесь он занимался главным образом разбором уголовных и следственных дел, проявляя те же черты человеколюбия, что и в уголовной палате. В своей деятельности в Сенате И. В. Лопухин продолжал придерживаться прежних гуманных взглядов. Неоднократно ему приходилось ревизовать многие губернии, оставляя своей справедливостью добрую память.
В ответ на записку муфтия крымских татар Сеита Мегмета эфенди «О подтверждении преимуществ, дарованных крымским обывателям и духовенству» 14 ноября 1802 года Александром I был подписан указ на имя сенатора И. В. Лопухина с поручением рассмотреть на месте вопрос открытия магометанского правления в Таврической губернии. До этого И. В. Лопухин ревизовал несколько губерний, среди которых были Казанская и Оренбургская, где проживали крупные мусульманские общины. При исследовании дел в таврическом регионе И. В. Лопухину предстояло изучить ряд вопросов, связанных с состоянием ислама в Крыму. Во-первых, необходимость увеличения числа местного мусульманского духовенства; возвращение этому сословию разных привилегий, которые были даны ещё в царствование Екатерины, и какие привилегии можно назначить данному духовенству, на основании имевшихся ранее. Во-вторых, открытие в Симферополе Духовного правления с обозначением прав и обязанностей этой структуры и отвод специального здания. К решению этих вопросов император рекомендовал привлечь муфтия Сеит Мегмет эфенди, который к тому времени уже должен был вернуться в Симферополь, и принять во внимание его мнение «с пользой того края и справедливостию». Однако Сеит Мегмет эфенди в это время болел. Можно предположить, что на вопросы скорее всего, отвечал кади-аскер Абдурагим эфенди. Изучив жизнь мусульманской общины Крыма, И. В. Лопухин 18 февраля 1803 года представил доклад из 12 пунктов. Сенатор рекомендовал открыть магометанское правление в городе Симферополе состоящее из кади-аскера и 4 улемов. Однако и этот проект магометанского духовного правления остался только на бумаге. Тем не менее он оказал влияние на процесс открытия ТМДП и развития мусульманской общины в условиях Российской империи.
После того, как в конце 1806 года было решено учредить милицию, несколько сенаторов были отправлены по губерниям для наблюдения за порядком и тишиной; надзору Лопухина были вверены Тульская, Калужская, Владимирская и Рязанская губернии.
Особо следует отметить его деятельность по защите духоборов на Украине и работу в Крымской комиссии, за что в 1807 году был произведён в действительные тайные советники. Пользовался доверием императора Александра I, который даже собирался сделать его министром народного просвещения.
Ф. П. Лубяновский в своих «Воспоминаниях» рассказывает, как однажды император Александр, указывая ему на Лопухина, заметил: «Ты много об нем говорил, а я вот как знаю его — Иван Владимирович Лопухин и для меня не покривит душою». Но слабость Лопухина к вину, по свидетельству князя П. А. Вяземского, помешала этому назначению.

«Государь, желая ближе познакомиться с Л., велел пригласить его к обеду; Л. вовсе не был питух; но необдуманно соблазнясь лакомыми винами, которые подавали за царским столом, он ничего не отказывал, охотно выпивал все предлагаемое, а иногда в промежутках подливал себе еще вино из бутылок, которые стояли на столе. Император держался самой строгой трезвости и был вообще склонен к подозрению. Возлияния и влияния недогадливого Л. не могли ускользнуть от наблюдательного и пытливого взгляда императора. Ему не только казалось, но он убедился, что Лопухин пьет. Тем министерство его и кончилось: он возвратился сенатором в Москву, как и выехал сенатором».
— П. А. Вяземский. «Старая записная книжка».
Во время Отечественной войны 1812 года, он, по поручению Александра I, занимается организацией земского войска и ополчения, упоминается на памятной плите в храме Христа Спасителя в Москве. После завершения войны окончательно уходит в отставку. Незадолго до смерти женился (09.02.1813) на Матрёне Ефимовне Никитиной; детей у них не было.

## В масонстве
С 1782 года он становится одним из организаторов, теоретиков и активных деятелей масонских организаций сначала в Москве, а затем и в других городах. Он переводит на русский язык целый ряд масонских произведений, создает типографию и издает множество прогрессивных для того времени философских, теологических и правовых произведений, включая и свои собственные. В 1783 году на имя Лопухина была открыта одна из двух типографий масонского «Дружеского общества» (другая была открыта на имя Н. И. Новикова). Типография Лопухина печатала не только произведения мистиков и масонов, но и святых отцов. Помогает бедным, участвует в организации школ, аптек, больниц. В это время он становится великим мастером нескольких лож. Автор ряда сочинений, сыгравших заметную роль в российской масонско-мистической литературной традиции.

Цель сего общества была издавать книги духовные и наставляющие в нравственности истинно Евангельской… и содействовать хорошему воспитанию, помогая особливо готовящимся на проповедь Слова Божия, чрез удобнейшие средства приобретать знания и качества, нужные к оному званию; для чего и воспитывались у нас больше пятидесяти семинаристов…

## Юнгов остров
За время ссылки И. В. Лопухин создал в подмосковной усадьбе Савинское на берегу реки Воря пейзажный (английский) парк — «небольшой архипелаг из множества островов и островков, образующих запутанный водный лабиринт». Центром был выбран Юнгов остров с «храмом дружбы», названный так в честь поэта Юнга. Рядом стояли памятники в честь Руссо и Фенелона, генералов Н. В. Репнина и В. А. Лопухина. Соседние острова и рощи были посвящены памяти Сократа, Платона, Беме, Эккартсгаузена и Конфуция. Красоты усадьбы описал в стихотворении «Прогулка в Савинском» помещик-сосед И. М. Долгоруков. Известны также написанные в усадьбе строки В. А. Жуковского:
Как слит с прохладою растений фимиам,

Как сладко в тишине у брега струй плесканъе,

Как тихо веянье эфира по волнам

И гибкой ивы трепетанье…

## Оценки личности
Известный в своё время литератор А. Ф. Воейков говорил о нем: «Иван Владимирович Лопухин принадлежит к тем людям, коих память воскрешает в душе сладкое и тихое чувство умиления любви, а не удивление страха. Имя его произносится с благословением, с признательностью, со слезами. Он всему на свете предпочитал добродетель; его жизнь — непрерывная цепь благотворений».
Известный историк В. О. Ключевский так охарактеризовал И. В. Лопухина: «С умом прямым, немного жестким и даже строптивым, но мягкосердечный и человеколюбивый, с тонким нравственным чувством, отвечающим мягкому и тонкому складу его продолговатого лица, вечно сосредоточенный в работе над самим собой, он упорным упражнением умел лучшие и редкие движения души человеческой переработать в простые привычки или ежедневные потребности своего сердца».

## Комментарии
1. ↑  Его отец, генерал-поручик Владимир Иванович Лопухин (08.06.1703—27.06.1797). В книге М. Н. Лонгинова (Новиков и московские мартинисты. — М.: тип. Грачева и К°, 1867. — С. 164.) указывается, что он был внуком двоюродного брата царицы Евдокии Фёдоровны.